# Іванчузька сільська рада
Іванчузька сільська рада (рос. Иванчугский сельский совет) — муніципальне утворення у складі Камизяцького району Астраханської області, Російська Федерація. Адміністративний центр — село Іванчуг.

## Географічне положення
Сільська рада розташована у північно-західній частині району, на лівому березі річки Волга та на обох берегах її протоки Гандуріно. Територією сільради протікає також Старий Іванчуг, східним кордоном виступає протока Увари.
Площа сільради становить 16,76 км², з яких сільськогосподарських угідь 13,16 км², ліси займають лише 3 га.

## Населення
Населення — 2069 осіб (2013; 2055 в 2012; 1890 в 2010).
Національний склад:
- росіяни — 1568 осіб
- казахи — 412 осіб
- чеченці — 57 осіб
- татари — 9 осіб
- лезгини — 5 осіб
- інгуші — 4 особи

## Склад
До складу поселення входять такі населені пункти:
| Населений пункт | Населення, осіб (2010) |
| --------------- | ---------------------- |
| Іванчуг, село   | 1423                   |
| Хмелевка, село  | 467                    |

## Господарство
Провідною галуззю господарства виступає сільське господарство, представлене 9 селянсько-фермерськими господарствами, одне з яких ТОВ «Баба Фрося» займається розведенням страусів та нутрій. У структурі угідь найбільшу площу займають пасовиська (96,1%) та рілля — 3,8%. Тваринництво займається розведенням великої рогатої худоби, свиней, овець, кіз, коней та птахів. Відповідно основною продукцією виступають м'ясо, молоко, шерсть та яйця. Рослинництво займається вирощуванням картоплі та овочів. У сільраді розвинено рибальство. Серед промислових підприємств працює СВК «Родина», який займається виловом та переробкою риби, консервний цех з переробки риби та ТОВ «Астрахань-Камиш» із заготівлі будівельного очерету.
Серед закладів соціальної сфери у центрі сільради діють фельдшерсько-акушерський пункт, середні школи в Іванчузі на 180 місць та Хмелевці на 180 місць, школа мистецтв № 8, дитячий садочок-ясла на 57 місць, сільський будинок культури на 300 місць в Іванчузі та сільський будинок культури у Хмелевці, сільська та шкільна бібліотеки. Діють також 9 магазинів.
Транспорт у сільраді представлений автомобільною дорогою Астрахань — Образцово-Травіно, дорогою на село Самосделка та судноплавними річками Волга та Гандуріно. У кожному селі є пристань та автостанція.